# 幻想空間系列
「《幻想空間》系列」是Al Lowe创作性喜剧电子游戏系列。
系列截至2011年共售出1,000万套。雪乐山联合创始人肯·威廉斯称《幻想空間》是公司最知名的品牌。《纽约时报》称《幻想空間》是展示了「极度孤独」的美国男性形象。